# 2058 Róka
A 2058 Róka (ideiglenes nevén 1938 BH) kisbolygó a Naprendszer kisbolygóövében, a Themis-család közelében.
1938. január 22-én fedezte föl Kulin György a budapesti Svábhegyi Obszervatóriumban. A csillagász az 1444 Pannonia, az 1445 Konkolya és a 3427 Szentmártoni kisbolygók felfedezésének megerősítése céljából készített felvételen bukkant először a nyomára, ezt követően március 5-éig tudta követni. 1962-ben és 1963-ban több éjszakán is megfigyelték az égitestet az amerikai Goethe Link Obszervatóriumban. Az aszteroida a nevét Róka Gedeon magyar csillagászról kapta, aki három évtizeden át vett részt a csillagászati ismeretek terjesztésében, a csillagászat népszerűsítésében.